# 生物医学
生物医学（英語: biomedicine）または西洋医学（英: Western medicine）、主流医学（英: mainstream medicine）、通常医学（英: conventional medicine）とは、医療科学（medical science）の一分野であり、生物学的および生理学的な原理を臨床に応用しているもの。生物医学は、生物学的研究によって検証され標準化された根拠に基づく治療（エビデンスベーストトリートメント　evidence-based treatment）を強調している。その治療は、正規の訓練を受けた医師、看護師、その他の免許を持つ施術者が行う。
また生物医学は、健康や生物学に関連する分野の他の多くの範囲と関連し得る。西洋世界では1世紀を越えて、優勢な医学の体系であり続けてきた。
生物医学は多くの生物医学的（biomedical）な学科や専門領域を含んでおり、それらは典型的には「生物（bio）―」という接頭語が入っている。例えば分子生物学、生化学、生物工学（バイオテクノロジー　生物技術）、細胞生物学、発生学、ナノ生物工学、生物工学（バイオエンジニアリング）、実験生物医学、細胞遺伝学、遺伝学、遺伝子治療、生物情報科学（バイオインフォマティクス）、生物統計学、システム生物学、神経科学、微生物学、ウイルス学、免疫学、寄生虫学、生理学、病理学、解剖学、毒性学があり、他にも多数の分野が一般的に生命科学を扱っていて医学に応用されている。